# Kino Kotva
Kino Kotva je biograf se sídlem na Lidické třídě Českých Budějovicích. Jde o poslední klasické, jednosálové kino ve městě.

## Historie
Stavba byla dokončena v roce 1928 jako kino tělocvičné jednoty Sokol II s původně 589 (nebo 528) místy. Architektonicky budovu navrhl na přelomu slohů Karel Chochola, stavbu měla na starosti firma Kubíček. Svou činnost oproti plánovanému konci roku zahájilo až 22. dubna 1929. Během druhé světové války bylo přejmenováno na Bio Viktoria a promítalo německé filmy. Název se dále měnil, v září 1948 s novou sezónou na kino Svět, dále na kino Pohraniční stráže a nakonec se vrátil k názvu původnímu na kino Kotva, přičemž dlážděný nápis Bio Kotva před budovou je v dnešní době změněn na Kino Kotva. Roku 1956 bylo kino jako první ve městě vybaveno širokoúhlým plátnem. Od roku 1985 je kino napojeno na dálkové topení přes polikliniku Jih, do té doby využívalo vlastní kotelnu.

### Architektura[7]
Jde o významnou a avantgardní stavbu na pomezí purismu, holandské cihelné architektury s prvky funkcionalismu. Původně měl objekt kina velké neomítnuté plochy zdiva a zdůrazněné linie říms a pilastrů na fasádě. Vše je ale již omítnuté. Architekt Karel Chochola včlenil do hlavního průčelí rozměrné obdélné okno zabírající více než třetinu prvního patra a členěné rastrem z úzkých kovových profilů. To bylo v devadesátých letech 20. století nahrazeno za nové s masivními rámy. Funkcionalismus se v interiéru odrazil v podobě hlavního schodiště s trubkovým zábradlím. Sál kina přiznává železobetonovou konstrukci. Avantgardním prvkem jsou kulatá nautická okénka v průčelí.

## Současnost
V současnosti jde o digitální 3D kino, které využívá zvukový systém Dolby Atmos s reproduktory umístěnými i na stropě, což umožňuje prostorové vnímání zvuku. Zajímavostí je, že se zvuk dopočítává až na místě promítání speciálním zvukovým procesorem. Disponuje také titulkovacím systémem s LCD, jenž je integrovaný pod promítacím plátnem. V roce 2016 budova získala od českobudějovická radnice 6,65 milionu na pořízení moderního promítacího zařízení. Kino dále promítá s 215 místy.
Součástí kina je kavárna se zahrádkou, jež pravidelně otvírá hodinu před začátkem prvního představení.

## Činnost

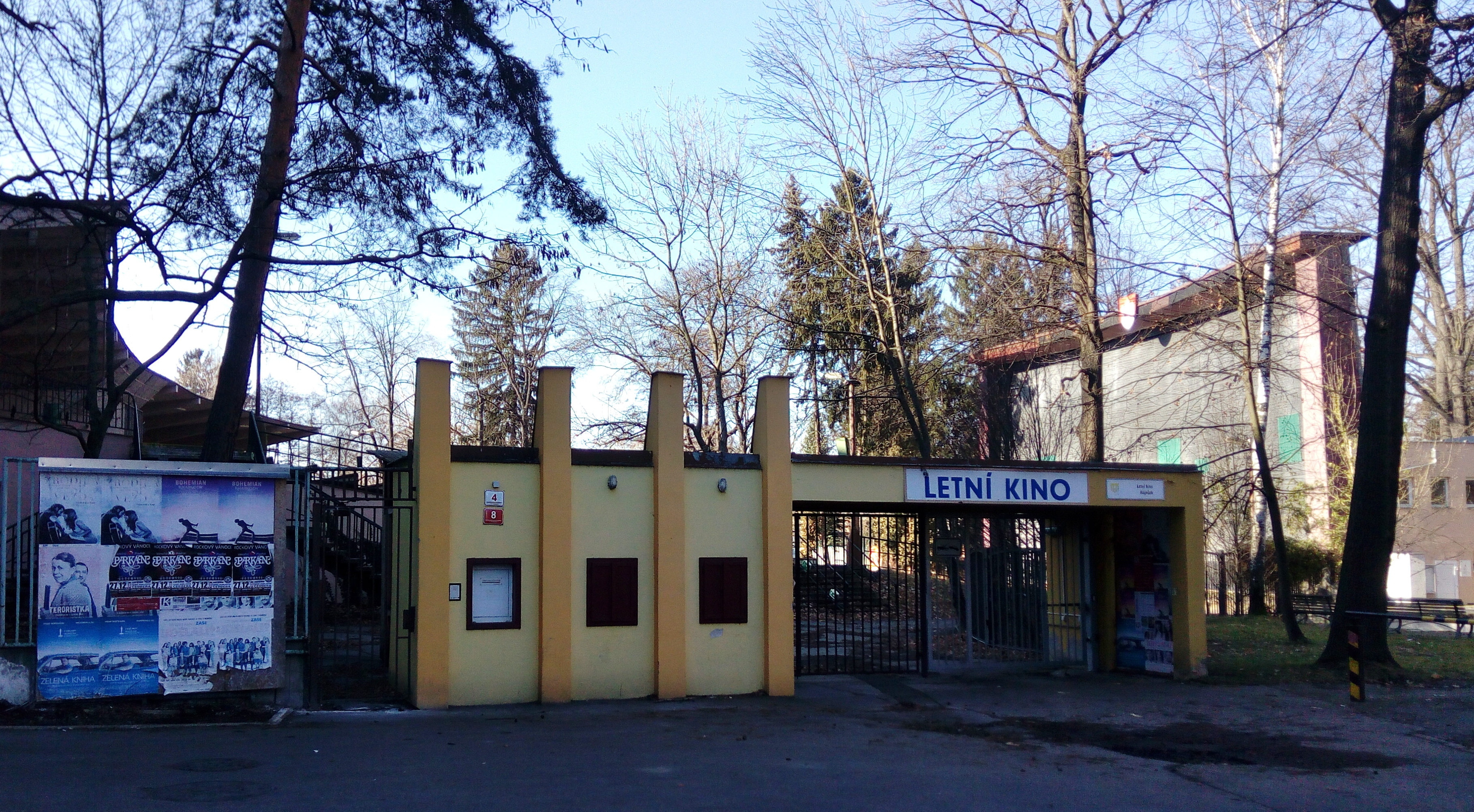
Vstup do Letního kina Háječek

Hlavním předmětem podnikání je promítání filmů pro veřejnost i školy, ale v sále lze sledovat například cestovatelská diashow nebo přímé přenosy z Metropolitní opery v New Yorku. Kino Kotva je spolupořadatelem několika festivalů včetně akcí Febiofest, Jeden svět, Festival francouzského filmu, Fotojatka, Ekofilm nebo Dny slovenské kultury. Ročně kino navštíví 35–40 000 diváků.
Kino je členem mezinárodní organizace Europa Cinemas, jež poskytuje podporu kinům, která dávají značný prostor i nenárodním evropským filmům a pořádají aktivity pro mladé publikum.
V době letních prázdnin bývají kino Kotva i kavárna zavřené a produkce se přesouvá do prostoru letního kina Háječek, které si kino Kotva od města na sezónu pronajímá.
V prostoru kavárny a v předsálí se konají výstavy a koncerty.